# Памятник рабочим и служащим Криворожского коксохимического завода
Памятник рабочим и служащим Криворожского коксохимического завода, погибшим на фронтах Великой Отечественной войны — памятник истории Великой Отечественной войны в Металлургическом районе города Кривой Рог Днепропетровской области.

## История
55 рабочих и служащих Криворожского коксохимического завода погибли на фронтах Великой Отечественной войны.
8 мая 1985 года, решением № 32 Дзержинского районного совета народных депутатов от 8 февраля 1985 года, на территории завода установлен памятник погибшим. 

## Характеристика
Расположен в Металлургическом районе на Цимлянской улице 3.
Памятник изготовлен по проекту группы проектировщиков под руководством А. М. Даниловича, художник — А. М. Мисько.
Памятный обелиск представляет собой сооружение из двух одинаковых вертикальных гранитных колонн высотой 5,41 м, шириной 0,8 м и толщиной 0,1 м, расположенных друг напротив друга под прямым углом, с четырьмя горизонтальными прямоугольными блоками на высоте 0,9 м снизу колонн: два боковых с металлическими рельефами, два центральных углублённых с памятной доской в центре (размер блока 1,4×1,37 м). 
В верхней части обелиска находится фигурное изображение ордена Отечественной войны 1-й степени. Левый горизонтальный блок содержит металлическое рельефное изображение дат в две строки: «1941/1945». Правый горизонтальный блок содержит металлическое рельефное изображение солдатской каски советского воина и винтовки размерами 0,99×0,48 м.
Памятная доска в виде двух чугунных плит размерами 0,8×1,1 м со списком 55 погибших заводчан.
У подножия обелиска расположен вечный огонь. На расстоянии 0,5 м от вечного огня на платформе лежит гранитная плита размерами 0,6х0,5 м с выступающей 4-строчной надписью на украинском языке «ВАШ ПОДВИГ НЕ ПОМРЕ В ВІКАХ! / ПРОМІННЯМ ПАМ'ЯТІ ЗІГРІТІ, / ВИ БУДЕТЕ ГЕРОЇ ЖИТИ / В ГРАНІТІ ТА ЛЮДСЬКИХ СЕРЦЯХ.».